# Stuckenbergiella littoralis
Stuckenbergiella littoralis är en tvåvingeart som beskrevs av Timothy M. Cogan 1971. Stuckenbergiella littoralis ingår i släktet Stuckenbergiella och familjen myllflugor. Inga underarter finns listade i Catalogue of Life.